# إدموند دي لا بولي
إدموند دي لا بولي (1471/1472 – 30 أبريل 1513)، الدوق الثالث لسوفولك، والإيرل السادس لسوفولك، وابن جون دي لا بولي الدوق الثاني لسوفولك وزوجته إليزابيث يورك.

## أسرته
والدته هي ثاني بنات ريتشارد بلانتيجيه الدوق الثالث ليورك وسيسسلي نيفيل، وهي الشقيقة الصغرى للملك إدوارد الرابع ملك إنجلترا وإدموند إيرل روتلاند، كما أنها شقيقة كبرى لمارغريت يورك وجورج بلانتيجيه الدوق الأول لكلارينس وريتشارد الثالث ملك إنجلترا.
أجداده لأبيه ويليام دي لا بولي الدوق الأول لسوفولك، وأليس دي لا بولي. كان جده أحد القادة المهمين في حرب المئة عام، ثم أصبح بعد ذلك وزيرًا للخزانة في إنجلترا. كما أن جدته حفيدة الشاعر جيفري تشوسر.
شقيقه الأكبر جون دي لا بولي إيرل لنكولن (1464-1487)، أعلنه الملك ريتشارد الثالث ولي عرشه. ولكن بعد معركة بوسوورث، واعتلاء الملك هنري السابع ملك إنجلترا للعرش، أقسم جون قسم الولاء للملك الجديد بدلاً من المطالبة بعرشه. وفي عام 1487، إنضم جون إلى تمرد لامبرت سيمنل وقتل في معركة ستوك.
بعد وفاة شقيقه، أصبح إدموند قائدًا لأسرة يورك في مطالبتها بالعرش. ورغم ذلك، فقد جعله هنري دوقًا لسوفولك في عام 1491، ولكنه خفض رتبته بعد ذلك إلى إيرل.
وفي عام 1501، فر إدموند العنيد من مملكة إنجلترا بمساعدة السير جيمس تيريل، الذي أعدم لذلك. رأى أدموند أن يطلب المساعدة من الإمبراطور ماكسيميليان الأول، إمبراطور الإمبراطورية الرومانية المقدسة. وفي عام 1506، خُلع الملك فيليب الأول ملك قشتالة ابن الإمبراطور ماكسيميليان عن عرشه، وهو مبحر، فإضطر أن يحل ضيفًا على هنري السابع. ولحاجته للعودة لاستعادة عرشه، أقنعه هنري بأن يسلم إيرل سورفولك، فوافق فيليب شريطة ألا يؤذي إدموند.
لم يجد الملك الجديد هنري الثامن ملك إنجلترا ضرورة للالتزام بوعد أبيه للملك فيليب، فأعدم إدموند في عام 1513.
وبعد وفاة إدموند، أعلن شقيقه الأصغر ريتشارد دي لا بولي نفسه إيرلاً لسوفولك، وقاد أسرة يورك حتى وفاته في معركة بافيا في 24 فبراير 1525.
لإدموند ابنة واحدة مارغريت والتي تزوجت في 21 مايو 1539 من سيبود دي تيفولي ولها منه ابنتين.